# Sphaerodactylus molei
Sphaerodactylus molei — вид геконоподібних ящірок родини Sphaerodactylidae. Мешкає в Південній Америці.

## Поширення і екологія
Sphaerodactylus molei мешкають на півночі і північному сході Венесуели, зокрема на острові Маргарита, на Тринідаді і Тобаго та на півночі Гаяни. Вони живуть у вологих рівнинних тропічних лісах, в заростях бромелієвих, в мангрових лісах, на бананових плантаціях та поблизу людських поселень. Зустрічаються на висоті до 500 м над рівнем моря. Відкладають яйця. Самиця відкладає одне, рідше два яйця розміром 7×5,5 мм в гнилу деревину.